# دو شاهزاده آندورا
دو شاهزاده آندورا دو حاکم شاهزاده‌نشین آندورا، کشورکی محصور در خشکی است که در کوه‌های پیرنه بین فرانسه و اسپانیا واقع شده‌است. این ترتیبات بی نظیر دوپادشاهی از طریق پیمانی بین اسقف اورخل و کنت فوی فرانسه در سال ۱۲۷۸ آغاز شد و از دوره قرون وسطی تا به امروز تداوم یافته‌است. هم اکنون، در پی انتقال ادعای کنت فوی به تاج فرانسه به رئیس جمهور فرانسه، اسقف اورخل خوان انریک بیبس سیسیلیا و رئیس جمهور فرانسه (امانوئل مکرون) به عنوان دو شاهزادهٔ آندورا فعالیت می‌کنند.
شاهزاده‌نشین آندورا از این نظر که از سوی دو حاکم که یکی رئیس‌جمهور فرانسه است (که تنها پادشاهی است که از سوی مردم عادی برگزیده می‌شود؛ گرچه نه به وسیلهٔ مردم آندورا، بلکه مردم فرانسه) منحصر به فرد است. رئیس‌جمهور فرانسه بدین ترتیب تنها کسیست که همزمان هم پادشاه و هم رئیس کشور یک جمهوری است. هر یک از شاهزادگان یک نماینده شخصی منصوب می‌کنند.